# Cantone di Arinthod
Il Cantone di Arinthod era una divisione amministrativa dell'arrondissement di Lons-le-Saunier.
A seguito della riforma approvata con decreto del 17 febbraio 2014, che ha avuto attuazione dopo le elezioni dipartimentali del 2015, è stato soppresso.

## Composizione
Comprendeva i comuni di:
- Arinthod
- Aromas
- La Boissière
- Cernon
- Cézia
- Charnod
- Chatonnay
- Chemilla
- Chisséria
- Coisia
- Condes
- Cornod
- Dramelay
- Fétigny
- Genod
- Lavans-sur-Valouse
- Légna
- Marigna-sur-Valouse
- Saint-Hymetière
- Savigna
- Thoirette
- Valfin-sur-Valouse
- Vescles
- Vosbles